# Музей авиации и техники Вернигероде
Музей авиации и техники Вернигероде (нем. Museum für Luftfahrt und Technik Wernigerode) — музей, расположенный в городе Вернигероде земли Саксония-Анхальт, Германия.

## Экспонаты
В музее представлено 55 восстановленных самолетов и вертолетов в 4 ангарах площадью около 5000 квадратных метров. В экспозицию музея также входят авиационные компоненты, приборы и оборудование, в том числе эжектора, кабины и навигационные приборы, экспериментальное оборудование, двигатели из разных стран. Выставка в первую очередь связана с авиацией после 1945 года. В дополнение к основным экспонатам, представлены различные иллюстрации, чертежи моделей и объяснения. Всего в музее представлено около 1000 экспонатов.
Некоторые экспонаты:
- Ан-2
- Де Хэвиленд DH.112 «Веном»
- Дассо Мираж III RS
- Dornier Do 27
- Dornier Do 28
- Fiat G.91
- BAC Jet Provost
- Aero Ae-45
- Let Z-37-A
- Lockheed F-104 „Starfighter“
- Lockheed T-33 A
- МиГ-21
- МиГ-23
- Nord 1101
- Норт Американ F-86 «Сейбр»

## Фотографии

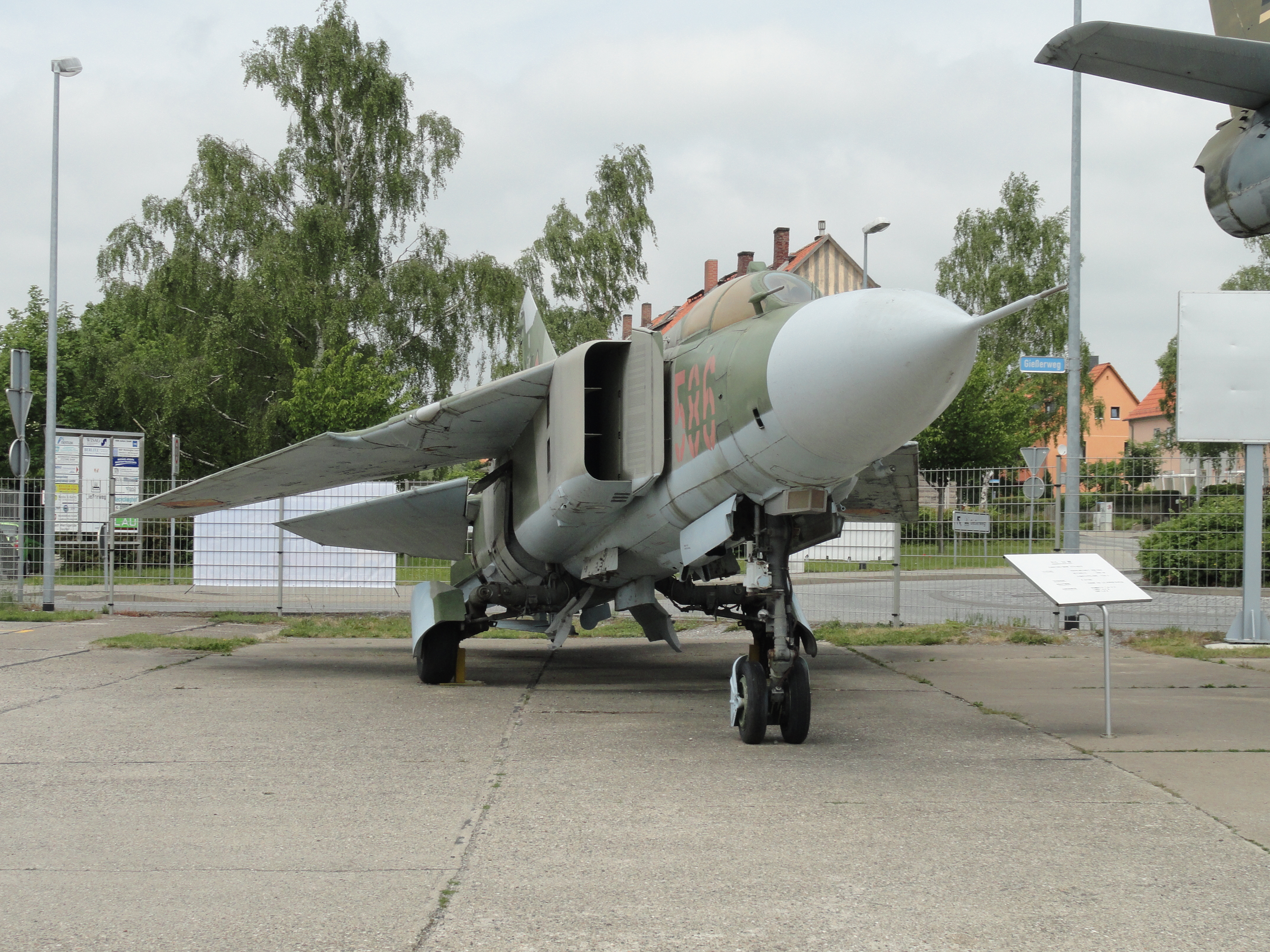
МиГ-23
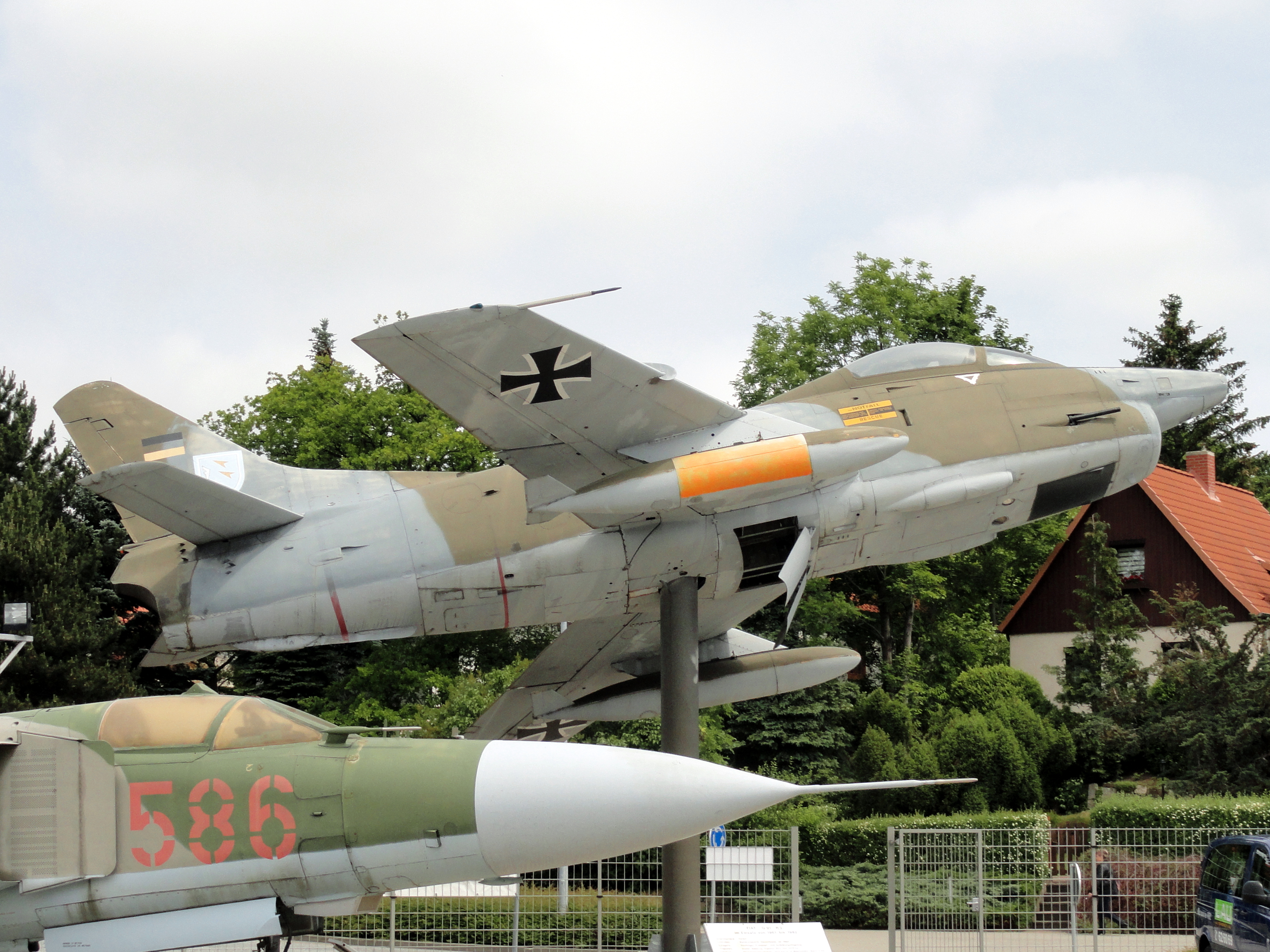
Fiat G-91
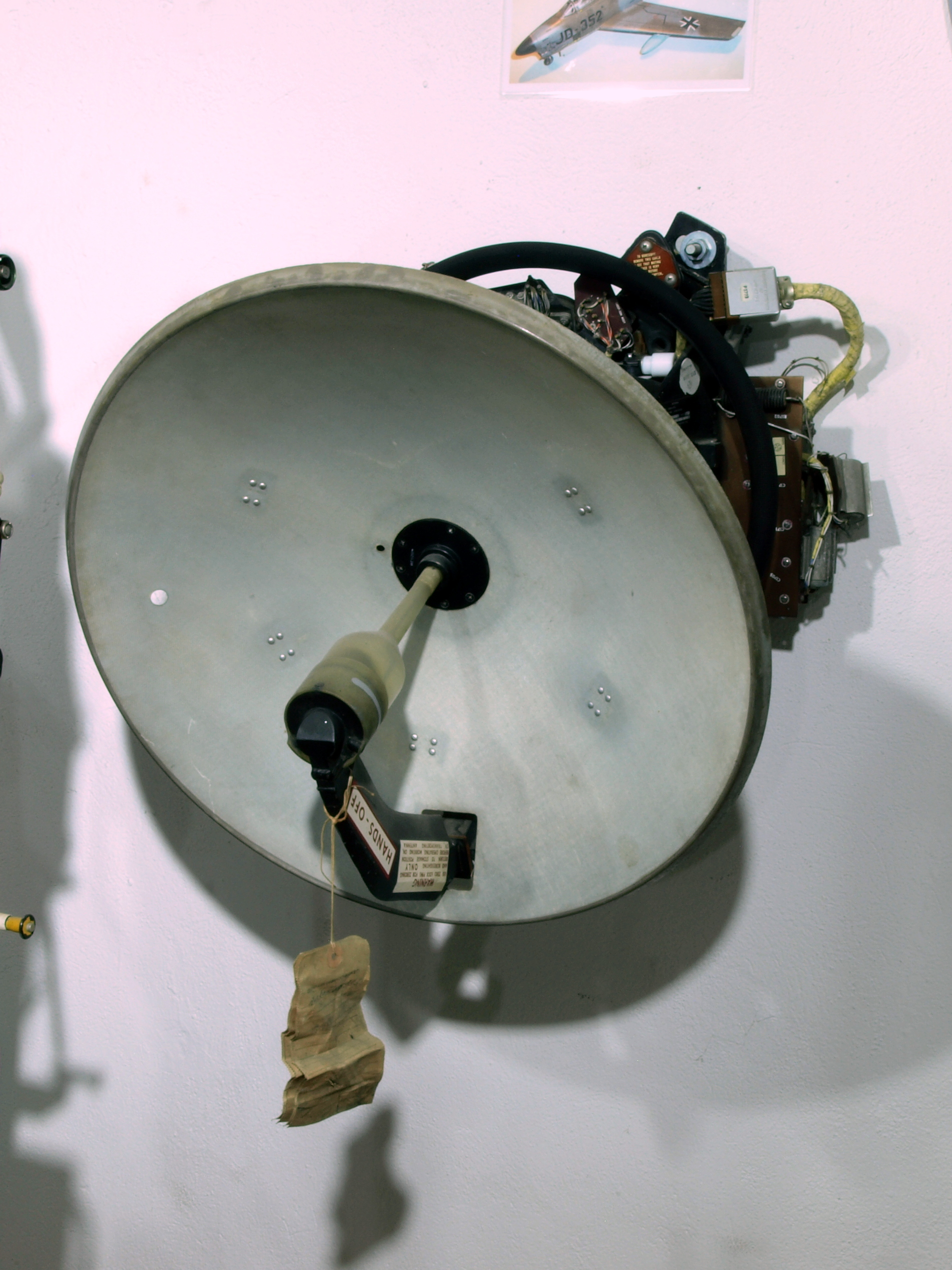
Радар